# Pjotr Leonidowitsch Kapiza

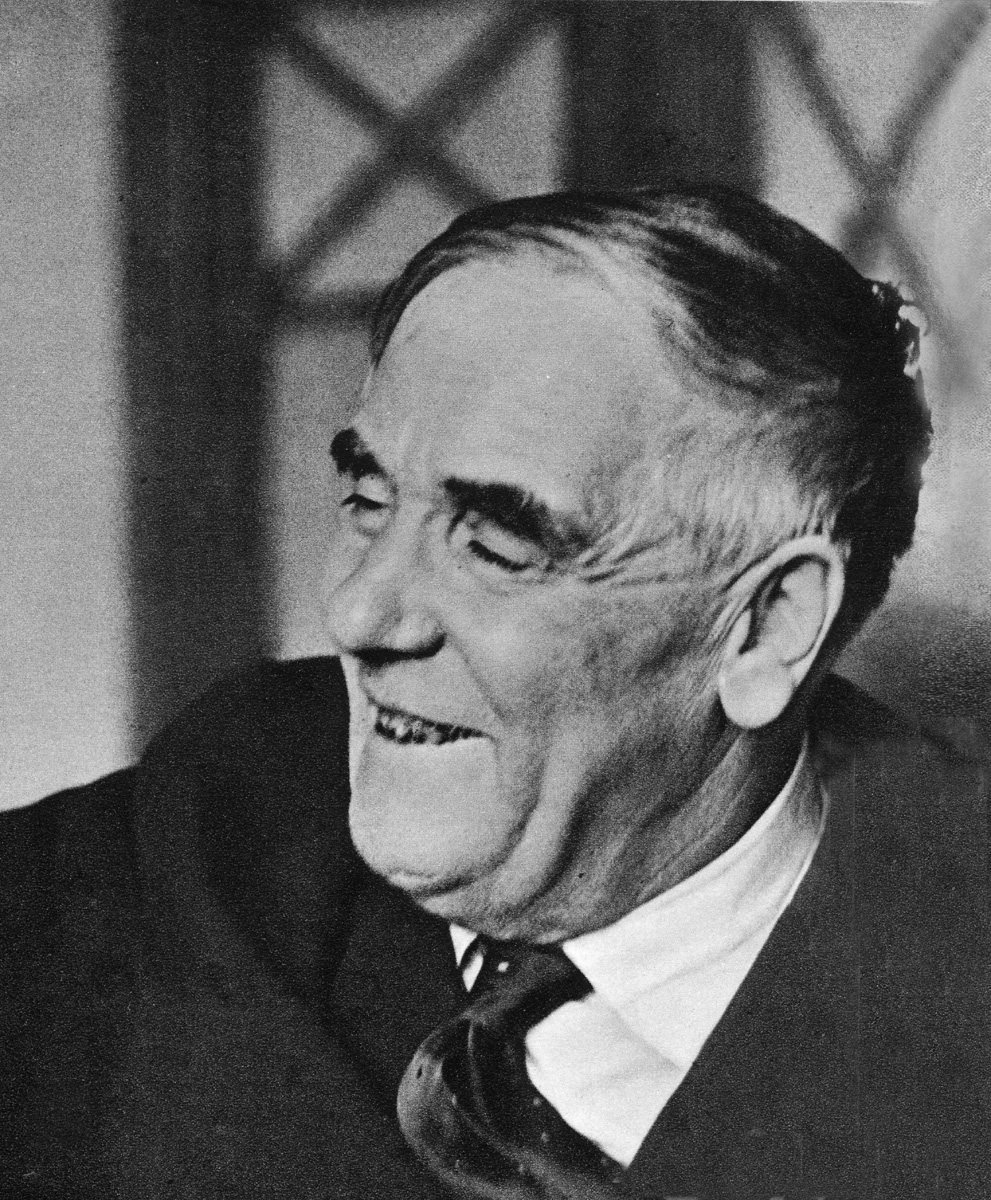
Pjotr Kapiza (1964)

Pjotr Leonidowitsch Kapiza (russisch Пётр Леонидович Капи́ца; * 26. Junijul. / 8. Juli 1894greg. in Kronstadt; † 8. April 1984 in Moskau) war ein sowjetischer Physiker. Seine bekanntesten Arbeiten waren im Bereich der Tieftemperaturphysik, für die er 1978 auch den Nobelpreis erhielt. Er ist der Vater von Sergei und Andrei Kapiza.

Kapiza-Pendel (Funktion von ihm 1951 beschrieben)

## Leben und Werk
Kapiza wurde in Kronstadt als Sohn des moldawischen (bessarabischen) Militäringenieurs Leonid Kapiza geboren und lebte als Heranwachsender in Sankt Petersburg. Seine Mutter Olga Stebnizkaja stammte aus einem ukrainischen Adelsgeschlecht. Im Ersten Weltkrieg diente er für zwei Jahre als Sanitärfahrer an der Polnischen Front. Am Sankt Petersburger Polytechnischen Institut beendete er 1918 sein Studium der Physik. Seine Frau und zwei Kinder starben bei der Grippeepidemie 1918–1921. Am Polytechnischen Institut war er unter anderem Schüler von Abram Ioffe, auf dessen Empfehlung er ab 1921 bei Ernest Rutherford als Direktor am Cavendish-Laboratorium und an den Mond-Laboratorien der University of Cambridge arbeitete. Dort entwickelte er Methoden zur Erzeugung höchster Magnetfelder durch gepulste Ströme in Elektromagneten. 1928 entdeckte er die lineare Abhängigkeit des Widerstandes verschiedener Metalle vom Magnetfeld bei sehr großen Feldstärken.
Bei einem Besuch in der Sowjetunion aus familiären Gründen wurde ihm 1934 sein Reisepass abgenommen, wodurch er nicht zurück nach England konnte, sondern gezwungen war, im Land zu bleiben. Kapiza wirkte dann als Direktor des für ihn neu gegründeten Akademie-Instituts für Physikalische Probleme, des späteren Kapiza-Instituts, in Moskau. 1937 entdeckte Kapiza die Suprafluidität von Helium-4.
Im November 1945 hatte Kapiza eine Auseinandersetzung mit Lawrenti Beria, dem Chef des Geheimdienstes und Leiter des Sowjetischen Projektes zum Bau der Atombombe, dem er Arroganz und Ignoranz gegenüber der Physik vorwarf und weshalb er sich mit einem Brief bei Stalin beschwerte. Im Sowjetischen Atombombenprojekt setzte sich Beria durch, und Kapiza verließ im Dezember das Projekt.
Im Alter von 84 Jahren erhielt er 1978 den Physik-Nobelpreis für seine grundlegenden Erfindungen und Entdeckungen in der Tieftemperaturphysik.
Bei seinem Tod 1984 war er das einzige Präsidiumsmitglied der Akademie der Wissenschaften der UdSSR, das nicht Mitglied der KPdSU war.

## Ehrungen
Kapiza erhielt mehrere Auszeichnungen, darunter Stalinpreis (1941, 1943), Faraday-Medaille (1942), Leninorden (1943, 1944, 1945, 1964, 1971, 1974), Held der sozialistischen Arbeit (1945, 1974), Orden des Roten Banners der Arbeit (1954), Cothenius-Medaille (1959), Lomonossow-Goldmedaille (1959), Rutherford Medal (1966), Helmholtz-Medaille (1981).
Pjotr Kapiza war Ehrendoktor an mehr als 30 Universitäten und Mitglied zahlreicher ausländischer Akademien, unter anderem der britischen Royal Society (seit 1929), der National Academy of Sciences (seit 1946), der Leopoldina in Halle (seit 1958), der American Academy of Arts and Sciences (seit 1968) und der Königlich Niederländischen Akademie der Wissenschaften (seit 1969). 1970 wurde er Ehrenmitglied der Leopoldina. Als Mitglied im Präsidium der Sowjetischen Akademie der Wissenschaften nahm er einen wichtigen Einfluss auf das wissenschaftliche Leben in seinem Heimatland.
1994 wurde zu seinem Andenken die Kapiza-Goldmedaille der Russischen Akademie der Wissenschaften gestiftet. Sie wird alle fünf Jahre an einen russischen (oder ausländischen) Wissenschaftler für herausragende Leistungen in der Physik verliehen.
Der Asteroid (3437) Kapitsa wurde nach ihm benannt.

## Schriften
- Viscosity of liquid helium below the λ-point. In: Nature. Band 141, 1938, S. 74, doi:10.1038/141074a0.
- Dirk ter Haar (Hrsg.): Collected papers of P. L. Kapitza. 3 Bände. Pergamon Press, 1964–1967.
- Experiment, theory, practice: articles and addresses. Reidel, 1980, ISBN 90-277-1061-9.